# Sant'Alessio Siculo

Ubicació de Sant'Alessio Siculo dins de la província

Sant'Alessio Siculo (sicilià Sant'Alessiu Sìculu) és un municipi italià, dins de la ciutat metropolitana de Messina. L'any 2009 tenia 1.478 habitants. Limita amb els municipis de Casalvecchio Siculo, Forza d'Agrò, Santa Teresa di Riva i Savoca.

## Administració
| Període | Identitat            | Partit        |
| ------- | -------------------- | ------------- |
| 2007-   | Nunzio Giovanni Foti | Llista cívica |